# Televisão na Arábia Saudita
A televisão na Arábia Saudita foi introduzida em 1954, no entanto, dominada por apenas cinco grandes empresas: Dubai TV, Middle East Broadcasting Center, SM Enterprise TV, Lebanese Broadcasting Corporation, Rotana e Saudi TV. Juntos, que controlam 80% do mercado de radiodifusão pan-árabe da ENJ. Embora as emissoras de televisão privadas não possam operar a partir do solo saudita, o país é um importante mercado de satélites pan-árabes e TV por assinatura. Embora as antenas parabólicas tenham sido oficialmente proibidas desde 1990, a Arábia Saudita tem a segunda maior penetração de TV por satélite na região árabe, 97%, e existem 85 canais de satélite abertos na Arábia Saudita.
O governo saudita estimou que, em 2000, a média saudita passou de 50% a 100% mais tempo assistindo à televisão do que sua contraparte européia ou norte-americana. Em média, são gastas 2,7 horas diárias assistindo TV na Arábia Saudita.
O mercado de TV por assinatura na Arábia Saudita é pequeno, com uma penetração estimada em 21%. Al Jazeera Sports é um dos maiores players de TV paga em termos de assinaturas, com uma participação de mercado de 59%. Devido à atual ausência de cinema no país, espera-se que a penetração da TV por assinatura aumente.

## História
As primeiras transmissões de televisão na Arábia Saudita tiveram origem em uma estação de televisão de 200 watts, a AJL-TV. Esses programas eram em inglês para o pessoal da USAF Dhahran Airfield e começaram em 17 de junho de 1955. A programação era da televisão americana contemporânea, mas todas as referências ao cristianismo. Em setembro de 1957, a ARAMCO iniciou um serviço de televisão para seus 9.000 funcionários em Dhahran. Por muitos anos, os clérigos wahabitas se opuseram ao estabelecimento de um serviço nacional de televisão, pois acreditavam ser imoral produzir imagens de humanos. As primeiras transmissões de televisão nacionais começaram em 1965, e a primeira transmissão foi uma recitação do Alcorão. A introdução da televisão ofendeu alguns sauditas, e um dos sobrinhos do rei Faisal, o príncipe Khalid ibn Musa'id ibn 'Abd al-'Aziz, foi morto em um tiroteio policial em agosto de 1965, depois de liderar um ataque a uma das novas estações de televisão.
Nawal Baksh foi a primeira mulher saudita a aparecer na televisão saudita em 1966. Após o cerco à Meca em 1979, as mulheres foram banidas da televisão por um curto período de tempo, após o que regras escritas para a televisão saudita continuaram a incluir a proibição de mulheres durante o Ramadã.
Antes da introdução da transmissão via satélite, os canais de TV Um e Dois da Arábia Saudita tinham um alcance de 60% da população adulta saudita. A exceção foi em relação aos públicos da Província Oriental que tradicionalmente sintonizavam a TV do Bahrein.
O satélite árabe ficou disponível pela primeira vez em 1985 com o lançamento do Arabsat, mas foi somente nos anos 90 que a televisão via satélite tornou-se comercialmente viável. A acessibilidade dos programas ocidentais de entretenimento e notícias teve um efeito profundo, já que os programas estrangeiros foram instantaneamente populares, levando a TV saudita a responder com mais programas, incluindo um talk show político ao vivo no qual altos funcionários respondiam às perguntas dos telespectadores.
O primeiro canal privado de satélite do mundo árabe, o Middle East Broadcasting Center, foi fundado em 1991. No início dos anos 90, o rei Fahd começou a investir no negócio de televisão através de Abdul Aziz Al Ibrahim e Khalid Al Ibrahim, irmãos de Johara, sua esposa favorita. Outros canais privados logo se seguiram, liderados em grande parte por sauditas e libaneses. Em 2003, havia 15 canais privados de televisão por satélite, quatro deles de propriedade de sauditas.
Em meados da década de 2000, muitas mulheres apresentaram shows na televisão saudita. Depois de testes em 2004 e 2005 em Jeddah, a Televisão Digital Terrestre foi lançada em julho de 2006 e cobriu cinco grandes cidades. Para continuar a transição da TDT e ampliar o serviço em todo o Reino, o Ministério da Cultura e Informação assinou um contrato com a Thomson em maio de 2008. Até 2010, sua rede de 100 torres de transmissão terrestre digital cobria quase 90% da população. No entanto, provavelmente devido à adoção de TV multicanal via satélite, a captação de TDT permanece limitada; em 2012, foi estimado em 1% do total de domicílios.

## Canais estatais
O setor de transmissão terrestre na Arábia Saudita é estatal através do Ministério da Cultura e Informação. Os serviços estatais de radiodifusão do Reino da Arábia Saudita operam quase todos os canais de radiodifusão domésticos. A televisão estatal consiste em quatro canais: o Saudi One, o principal canal em árabe lançado em 1963; Saudi Two, um canal de língua inglesa; Al Riyadiah, um canal de esportes; e o canal de notícias Al Ekhbariya.
A televisão terrestre de propriedade do governo mudou pouco desde 1969. Sua programação ainda é predominantemente focada em assuntos educacionais, de entretenimento e religiosos. Reprises de cinema em língua árabe, especialmente filmes egípcios, também são transmitidas. O conteúdo político, além dos anúncios oficiais do governo, permaneceu relativamente limitado.

## Programação
O Kalam Nawaem, um popular talkshow árabe que reúne diversos temas da sociedade, e o Arab Idol, ambos exibidos pela MBC, são os programas de TV mais populares na Arábia Saudita. Sada Al Malaeb, um talkshow sobre esportes, é o terceiro programa popular. Séries de drama turcas também tem uma grande popularidade forte.

## Canais mais vistos
Alcance médio diário, população árabe total, setembro de 2011:
| Posição | Canal            | Rede                            | Alcance do público-alvo (%)        |
| ------- | ---------------- | ------------------------------- | ---------------------------------- |
| 1       | MBC 1            | Middle East Broadcasting Center | 88 (masculino: 63%, feminino: 25%) |
| 2       | Dubai TV         | Dubai Media Incorporated        | 85 (masculino: 45%, feminino: 40%) |
| 3       | MBC Drama        | Middle East Broadcasting Center | 77 (masculino: 17%, feminino: 60%) |
| 4       | Saudi TV 1       | Infinity TV                     | 70 (masculino: 39%, feminino: 31%) |
| 5       | Al Jazeera       | Decision Makers TV              | 68 (masculino: 66%, feminino: 2%)  |
| 6       | Rotana Khalijiah | Rotana Group                    | 62 (masculino: 52%, feminino: 10%) |
| 7       | Al Arabia        | Middle East Broadcasting Center | 61 (masculino: 58%, feminino: 3%)  |
| 8       | Al Ekhbaria      | Arabian Travel Market           | 55 (masculino: 20%, feminino: 35%) |
| 9       | Iqraa TV         | Orbit Showtime Network          | 52 (masculino: 34%, feminino: 18%) |
| 10      | Zee Alwan        | Zee Entertainment Enterprises   | 50 (masculino: 20%, feminino: 30%) |
| 11      | B4U Aflam        | B4U Network                     | 100 (masculino: 60, feminino: 40%) |
| 12      | Zee Live         | Zee Entertainment Enterprises   | 100 (feminino:100%)                |
| 13      | Star Plus        | Star India                      | 100 (masculino:30%, feminino:70%)  |

## Lista de canais
- HAWAS TV
- Al Atheer
- Al Ekhbaria
- Al Khalijiyah
- Al Majd Documentary
- Al Majd Holy Quran
- Al Majd Kids
- Al Majd News Service
- Al Riyadiah
- Al Wasta
- Art Vision 1
- B4U Aflam
- Cinema 1
- Fawasel TV
- Ghinwa
- Huda TV
- Iqraa TV
- Kanati TV
- Marhaba TV
- Rotana Clip
- Rotana Khalijiah
- Rotana Tarab
- SAT TV
- Saudi Arabian TV 1
- Saudi Arabian TV 2
- Saudi Arabian TV Sports
- Saudi Arabian TV Series
- Dammam Al Mishkat Channel
- Al Khubar Flash Channel
- Jeddah Flash English Channel
- Sehatuk TV
- Seven Stars
- Shababiyah TV
- Smart-Way TV
- U Mark TV
- Al-Quran Al-Karim
- Al-Sunnah Al-Nabawiyah
- Al-Eqtisadiyah
- Al-Thakafiyah
- Ajyal
- Atfal wamawaheb
- Extra sports
- extra Drama